# Juventude Comunista Portuguesa
A Juventude Comunista Portuguesa (JCP, geralmente chamada "jota-cê-pê"), ala jovem do Partido Comunista Português, foi fundada a 10 de novembro de 1979, pela unificação da União dos Estudantes Comunistas e da União da Juventude Comunista. Assume-se a organização revolucionária da juventude, pelos seus objetivos, propostas e ações transformadoras.
A Juventude Comunista Portuguesa, portadora das tradições revolucionárias e da história de luta de várias gerações de jovens comunistas, contra o fascismo, contra o imperialismo e mais tarde pela revolução de Abril, orienta a sua ação tendo como base teórica o marxismo-leninismo, a conceção materialista dialética do mundo.
A juventude é ativa em Portugal. realizando com frequência contactos com estudantes e trabalhadores em escolas e fábricas, afixando faixas, pintando murais reivindicativos e mobilizando-se para manifestações e abaixo-assinados.
O Congresso é o orgão máximo da Juventude, realizando-se a cada 3 anos, salvo situações excecionais. Autointitula-se a única organização partidária de juventude que contraria o sistema económico vigente.

## Objetivos
Na JCP, "os jovens fortalecem os laços de amizade, ação comum e solidariedade que unem a juventude e os povos de todo o mundo na luta contra a exploração e a opressão, contra o imperialismo, o racismo e a xenofobia, pela preservação do meio ambiente, pela paz, a democracia, a independência nacional, o progresso e a justiça social. Trabalham e lutam por uma nova sociedade a construir com o povo português, onde não haja lugar à exploração, onde seja possível a plena  concretização dos direitos e aspirações juvenis e em que a vida tenha os mais vastos horizontes de realização individual e coletiva, através do socialismo e rumo ao comunismo."
São os princípios base da JCP:
- A cooperação entre as organizações de jovens comunistas e entre as forças juvenis revolucionárias e progressistas;
- A solidariedade para com os trabalhadores e a juventude dos outros países, bem como para com os povos em luta contra a exploração e a opressão;
- A luta por saúde e educação pública, gratuita e de qualidade para todos;
- A luta por emprego com direitos;
- A luta pela paz e solidariedade entre os povos;
- A luta pelo direito à habitação;
- A luta pelo reconhecimento dos direitos sexuais e reprodutivos;
- A luta por uma economia planeada;
- A luta por um país soberano e por uma democracia avançada.

## Agit

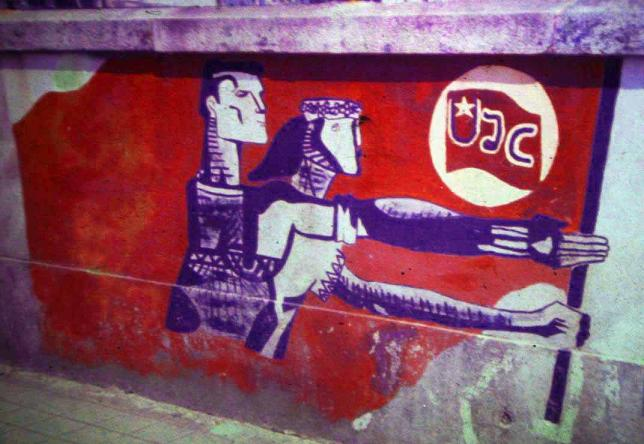
União da Juventude Comunista, pintura mural de 1978

O jornal da JCP é o AGIT, que "dá expressão às lutas da juventude, atividades e propostas da JCP, englobando toda a organização através dos vários coletivos e outros temas importantes como a realidade  vivida pelos jovens no Ensino Secundário, Ensino Superior, Ensino Profissional e no trabalho, assim como a  vertente institucional e internacional do nosso trabalho".
A venda e divulgação do AGIT é assegurada pela JCP nos vários locais (escolas, locais de trabalho e zonas de concentração de jovens).
Segundo a organização, o jornal "É um instrumento de informação e comunicação que expõe, de uma forma prática e elucidativa, as análises, ações e propostas da organização. Forma, esclarece e ajuda a resistir à ofensiva ideológica que constantemente se reafirma e agudiza".

## Atividades
Conforme o concordado no último congresso da organização, em 2017, das várias campanhas, são destacadas:
- A mobilização para a Marcha do Povo que se realizou a 6 de junho de 2015, dinamizada pelas forças que compõem a CDU e muitas centenas de democratas, e que envolveu centenas de militantes da JCP e muitos milhares de jovens;
- A campanha de reforço de organização “Mais JCP, Mais Luta – Avante com Abril!”, a qual contribuiu não só para o recrutamento de mais militantes, como também para o reforço da militância, para o reforço orgânico e do trabalho coletivo;
- Várias campanhas no início dos anos letivos para a intervenção junto dos estudantes do Ensino Secundário, Profissional e Superior;
- Campanhas e iniciativas em torno dos dias 24 de março, Dia do Estudante, e 28 de março, Dia da Juventude;
- Campanha do Ensino Superior “Unidos conquistamos o Ensino Superior a que temos direito”;
- Campanha em defesa da “Escola Pública, gratuita e de qualidade – A escola a que temos direito!”;
- Dezenas de iniciativas no âmbito das comemorações do 40.º Aniversário da Revolução de Abril e da Constituição República Portuguesa;
- Fotoprotesto envolvendo centenas de bandas e artistas pela defesa da Cultura, dinamizado em torno do Concurso de Bandas para o PNV;
- Campanha “Aumenta o Som: Baixa o IVA” na qual já se recolheram milhares de assinaturas pela redução para 6% do IVA dos instrumentos musicais;
- Mobilização e esclarecimento em torno das questões da paz e ações de solidariedade com povos em luta;
- Iniciativas no âmbito da Federação Mundial da Juventude Democrática, nomeadamente na comemoração dos seus 70 anos e dos 70 anos da vitória dos povos sobre o nazi-fascismo ou ainda a comemoração do Dia Internacional do Estudante;
- Distribuição de várias edições do Jornal de Parede sobre questões internacionais;
- Lançamento das Comemorações do Centenário da Revolução de Outubro,[5] através da realização de diversas iniciativas ao longo do ano de 2017;
- Realização, em algumas regiões, de edições do Torneio AGIT que em torno de jogos de futebol envolveram centenas de jovens pela defesa do direito à prática desportiva.

### Websites
«Contactar com o PCP». Partido Comunista Português. Cópia arquivada em 13 de janeiro de 2021
«Organização Revolucionária da Juventude». Juventude Comunista Portuguesa. Cópia arquivada em 17 de novembro de 2020
«As comemorações terminaram, os ideais de Outubro continuam». Partido Comunista Português. 9 de dezembro de 2017. Cópia arquivada em 7 de novembro de 2020

### Documentos
«Princípios Orgânicos» (PDF). Juventude Comunista Portuguesa. 21 de maio de 2006. Cópia arquivada (PDF) em 23 de junho de 2020
«Resolução Política» (PDF). Juventude Comunista Portuguesa. 2 de abril de 2017. Cópia arquivada (PDF) em 20 de dezembro de 2020